# Oxydation d'Oppenauer
L'oxydation d'Oppenauer, du nom du chimiste autrichien Rupert Viktor Oppenauer, est une méthode d'oxydation douce des alcools secondaires en cétones.
La réaction est l'inverse de la réduction de Meerwein-Ponndorf-Verley. L'alcool est oxydé par le tri-tert-butanolate d'aluminium dans un excès d'acétone, ce qui déplace l'équilibre du côté des produits. 
Cette méthode a largement perdu de son intérêt à l'invention des méthodes d'oxydation à l'aide de chromates (PCC) ou de diméthylsulfoxyde (Oxydation de Swern). Elle est cependant toujours utilisée pour l'oxydation des substrats acides labiles, et son avantage est que ses réactifs sont relativement peu coûteux et non toxiques. 